# 尋常小学算術
尋常小学算術(じんじょうしょうがくさんじゅつ)は、文部省が1935年から1940年にかけて発行した尋常小学校用算術の国定教科書である。

## 概要
塩野直道らが編集した。尋常小学算術書は明治より改訂を加えて使われていたが、桁数が大きすぎるなど極端に困難であった。そのため、1年生の前半に全く文章を使わず、絵図のみにするなど画期的な教科書だった。また、珠算教育では4つ珠のそろばんを初めて採用した。1936年、オスロで開かれた国際数学者会議で絶賛された。1941年から小学校が国民学校に移行して従来の算術も算数に変わった。教科書も新しい『カズノホン』と『初等科算数』が編集されたので教科書としては短命に終わった。
現在の小学校のための算数とほぼ変わらないように見えるものの、児童用であるにもかかわらず小学6年生で「橿原神宮」「直接有價證券投資」にルビは全く振られていない。
現在啓林館から復刻版が出版されているが、原著はパブリックドメインでいくつかのサイトでPDFの入手が可能である。

## 備考
児童用は一学年が上下巻に分かれているため、全12冊である。教師用ももちろん存在する。